# Bâtiment situé 6 Trg oslobođenja à Sombor
Le bâtiment situé 6 Trg oslobođenja à Sombor (en serbe cyrillique : Зграда на Тргу ослобођења бр. 6 у Сомбору ; en serbe latin : Zgrada na Trgu oslobođenja br. 6 u Somboru) est situé à Sombor, dans la province de Voïvodine et dans le district de Bačka occidentale, en Serbie. Il est inscrit sur la liste des monuments culturels de grande importance de la République de Serbie (identifiant no SK 1256).

## Présentation
Le bâtiment, constitué d'un rez-de-chaussée et d'un étage, se présente comme résolument symétrique. Il est caractéristique du style éclectique, avec des éléments néo-Renaissance particulièrement visibles dans la division des façades, les décorations plastiques autour des ouvertures et la corniche du toit avec sa série de consoles. L'étage est orné d'un balcon en fer forgé richement ouvragé. Les ouvertures du rez-de-chaussée se terminent en demi-cercle tandis que celles de l'étage sont couronnées de linteaux et de petits frontons triangulaires supportés par des consoles.
Laza Kostić (1841-1910), l'un des plus célèbres représentants du romantisme serbe, poète, dramaturge, critique littéraire et traducteur, a vécu dans cette maison. Kostić est le premier à avoir traduit Shakespeare en serbe ; il est enterré dans le cimetière de Sombor.

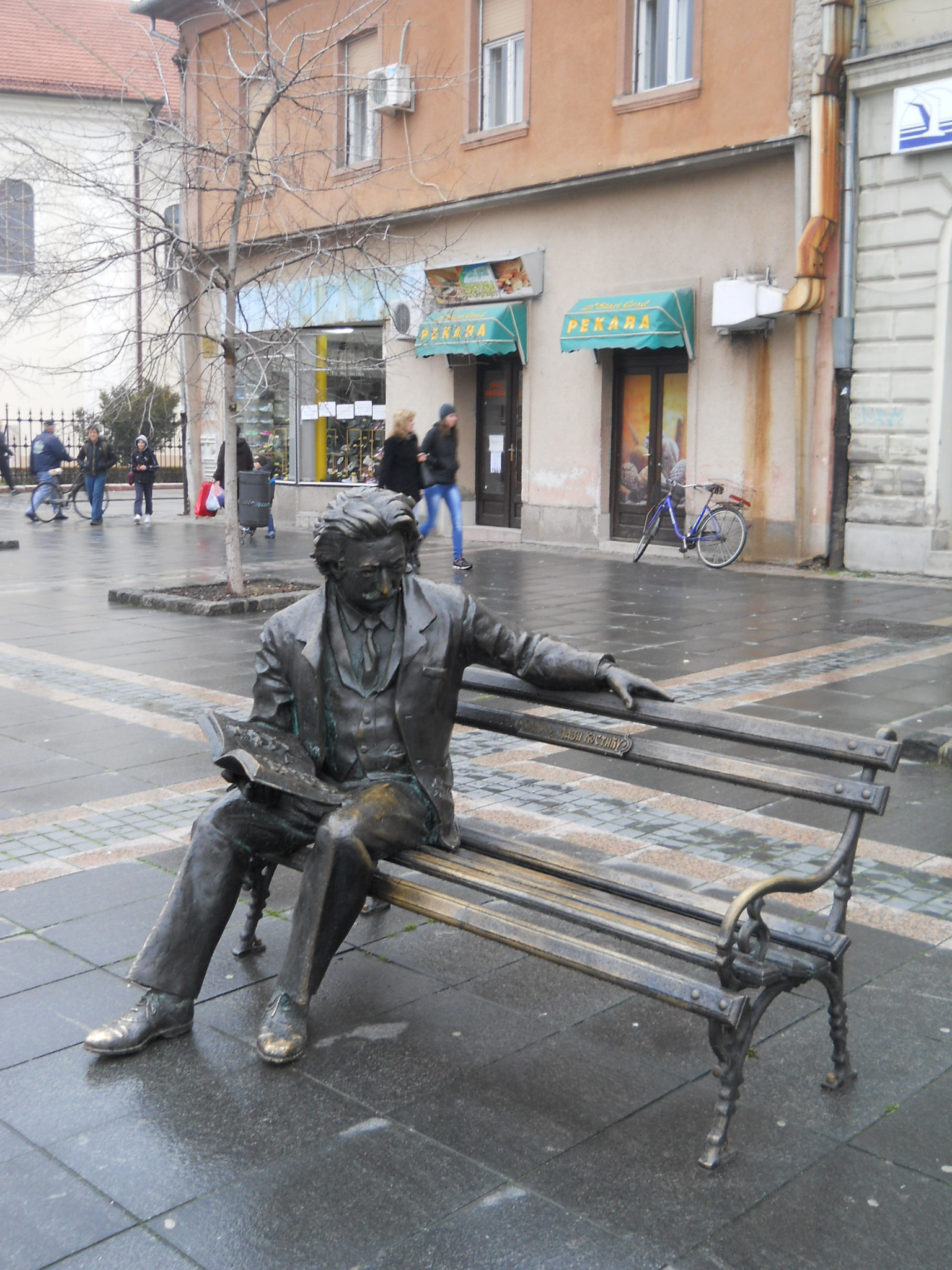
Statue de Laza Kostić à Sombor.

Des travaux de restauration ont été entrepris sur le bâtiment en 1982.